# Conocybe tetrasporoides
Conocybe tetrasporoides är en svampart som tillhör divisionen basidiesvampar, och som beskrevs av Anton Hausknecht. Conocybe tetrasporoides ingår i släktet Conocybe, och familjen Bolbitiaceae. Arten har ej påträffats i Sverige.